# 녜위안
녜위안(중국어: 聂远, 병음: Niè Yuǎn, 한자음: 섭원, 1978년 3월 17일 ~ )은 중국의 배우이다. 구이저우성 첸둥난 출신이고 상하이 희극학원을 졸업했다.

## 방송
- 대옥아전기
- 新 용문비갑
- 화홍화화
- 신 서유기
- 삼국지
- 호란전
- 연희공략 : 건륭황제의 여인

## 영화
- 도고일장 (2018년)
- 재 (2017년) - 첸형사 역
- 대옥아전기 (2015년)
- 신 용문비갑 (2015년) - 조회안 역
- 수춘도 (2014년) - 조정중 역
- 불긍거관음 (2013년)
- 컨트롤 (2013년)
- 초한지: 영웅의 부활 (2012년)
- 신 서유기 (2011년)
- 진링의 13소녀 (2011년)
- 삼국지: 명장 관우 (2011년) - 한 푸 역
- 삼국지(2013년 作) (2010년)
- 삼국지 (2010년) - 조운 역
- 콜 포 러브 2 (2008년)
- 설산비호 (2007년) - 호비 역
- 정관장가 (2007년)
- 여인본색 (2007년)
- 와호 (2006년)
- 빨간 버스 (2006년)
- 단신일월추 (2005년)
- 흉택유령 (2002년)